# 南海子公园 (太原市)
37°51′42″N 112°32′49″E / 37.86165°N 112.54698°E
南海子公园，位于中华人民共和国山西省太原市迎泽区水西门街附近，属于太原市城西水系的一部分。

## 沿革
1954年，太原市将古城以西的护城河规划为城西水系，沿线陆续建成迎泽公园、龙潭公园以及南海子公园。2002年，太原市为庆祝建城2500周年，投资1.8亿元人民币，进行城西水系综合治理工程，将城水系连接治理，北起太原钢铁厂凉水池，途径龙潭公园、饮马河公园、西海子公园、南海子公园，进入迎泽公园，全长12.6公里。